# Héra Mirtel
Héra Mirtel (Lyon, 24 de octubre de 1868 – Rennes, 21 de marzo de 1931), nacida Marie Louise Victoria Grouès, fue una mujer de letras, sufragista, espiritista proponente de "misas negras", activista monárquica y militante feminista francesa, célebre por el asesinato de su marido, Georges Bassarabo, cuyo cadáver fue enviado en un "baúl sangriento" desde París a Nancy, por ferrocarril. Utilizó distintos pseudónimos: Héra Mirtel, Juliette de Boulogne o de Lotus y su obra comprende novelas, poemas, piezas dramáticas y numerosos artículos. Escritora, salonnière, cronista y conferenciante, fundadora del periódico L'Entente, secretaria general de la redacción de El Renacimiento Contemporáneo, recomendaba un feminismo matriarcal, inspirado en las tesis de Johann Jakob Bachofen.
En 1922, Mirtel fue recluida en la prisión central de Rennes y murió once años después en el Hospital Hôtel-Dieu de la misma ciudad. Había sido brillantemente defendida por Vincent de Moro Giafferi, lo que le valió ser condenada únicamente a veinte años de reclusión por la muerte de su segundo marido; se sospechaba que había asesinado también al primero. Fue tía del Abbé Pierre.

## Biografía
Se casó en 1897 en Saltillo (México) con Pierre-Paul Antoine Jacques, un comerciante del valle del Ubaye, enriquecido en México, y con quien tuvo dos hijas, Paule (1898) y Louise (1900). Se quedó viuda en 1915 y volvió a casarse en México con Ismaël Jacob Providencia Weissmann, un transportista nacido en Rumania que se hacía llamar Georges Bassarabo, y del que fue declarada culpable de haberlo asesinado en Square La Bruyère (París), el 31 de julio de 1920. Este asesinato hizo que se volviera a reexaminar el presunto suicidio de su primer marido, pero Mirtel fue acusada solo del homicidio del segundo. Fue tía del sacerdote Abad Pierre.

### El asunto Bassarabo
El 4 de agosto de 1920, se descubrió en el fondo de un baúl, en la estación de Nancy, el cadáver de Georges Bassarabo, muerto por un disparo. El baúl había sido remitido por ferrocarril desde la estación del Este. El 21 de junio de 1922, La señora Bassarabo, defendida por Vincent de Moro Giafferi, fue condenada por el Tribunal de lo Criminal del Sena a veinte años de trabajos forzados, pero se benefició de circunstancias atenuantes. Durante la instrucción, las sospechas recayeron sobre la muerte de su primer marido, que temía que su mujer lo envenenara y que se había suicidado con un disparo en marzo de 1914, pero la investigación confirmó el suicidio. Su hija Paule, presente en los lugares del crimen y juzgada por complicidad, será absuelta pero reconocerá en 1929 haber mentido y pedirá la revisión del proceso. La señora Bassarabo, encarcelada en la prisión central de Rennes, murió el 21 de marzo de 1931, cuando estaba a punto de conseguir la libertad provisional. Fue enterrada junto a su primer marido, en Santo-Paul-sobre-Ubaye, en los Alpes de la Alta Provenza. 
Muchos periódicos siguieron el juicio con golpes de efecto: Le Petit Parisien (17 números), Le Temps (12 de enero de 1922), Le Matin (22 de junio de 1922), Le Figaro (29 de abril de 1921), Le Petit Journal Illustré (18 de junio de 1922), L'Ouest-Éclair  (9 de junio de 1922) et Le Gaulois (29 de abril de 1921). Arthur Bernède relató el proceso en L'affaire Bessarabo (Tallandier, 1931).

## Obras
- Étude sur le féminisme dans l'antiquité: serie de artículos de Cleyre Yvelin aparecidos en Le Petit Var de Toulon (1905-1906) con prólogo de Madame Héra Mirtel.
- Loupita : mœurs mexicaines (E. Sansot, 1907). Reeditada con otros textos, ensayos, poemas y artículos en L'Illusion mexicaine (Gap, Éditions les Autanes, 2015).
- Fleurs d'ombre, suivies de : Fleurs d'aube, Fleurs de lumière. (Paris, E. Sansot, 1910).[4]
- Renée Vivien (Imprimerie de la Vie moderne, 1910).
- Leur proie : histoire contemporaine dédiée à toutes celles qui furent leur proie (La Renaissance contemporaine, 1912).
- Lamartine et la poésie contemporaine (SI, 1913)  Extraído de "la Renaissance contemporaine" 24 de septiembre de 1913.
- Une doctoresse aux Alpes (Gap, Éditions les Autanes, 2015).
- Complaintes de guerre ( México, Imprenta Victoria,1916).
- De la Patrie à la matrie, ou du bagne à l'Éden (Paris, Éditions de la Matrie, 1920).
- Chroniqueuse pour Le Sillon de Bordeaux, revista escrita exclusivamente por mujeres.
- Chroniqueuse pour Le Soleil, periódico.
- Chroniqueuse pour La Renaissance Contemporaine, revista literaria.
- Chroniqueuse pour Le Divan.[5]

### Héra Mirtel feminista
- Creación del periódico El Entente con Jeanne Oddo Deflou, en abril de 1905.[6]
- Vicepresidenta de la l'Union fraternelle des femmes, desde 1905.
- Miembro del Grupo francés de estudios feministas.
- Miembro de un Comité para un proyecto de reforma del matrimonio presentado al Parlamento.[7]

## Posteridad
- Premio Héra Mirtel (Éditions Les Autanes)
- Luce Van Torre Tout le ciel bleu - Tout le ciel noir. Biografía de Louise Grouès/Héra Mirtel (Les Autanes, 2014)
- Gabriel Reuillard Les Femmes fatales. La Belle Lison. Casque d'or. Steinheil. Arnaud. Bessarabo. Marie Bourette. Madeleine Delvigne. Jeanne Weiler. La Merelli. Jeanne Dallemagne. Mestorino, etc. (Impr. E. Ramlot et Cie, 1931)
- Francis Carco Prisons de femmes (Paris, Les Éditions de France, 1931)
- Michel Leroy Le Procès de Madame Bassarabo - La ténébreuse affaire de "l'Amazone rouge" (Paris, Editions L'Harmattan, 2018)

## Documentales televisados
- « L'affaire Meyer » 19 de diciembre de 1959 en En votre âme et conscience en RTF Télévision. En la que Hera Mirtel (cuyo nombre fue cambiado por el de Marie-Luce Meyer) fue encarnada por Maria Meriko.